# Alexandre Alexandrovitch de Russie
 (mars 2025).
Si vous disposez d'ouvrages ou d'articles de référence ou si vous connaissez des sites web de qualité traitant du thème abordé ici, merci de compléter l'article en donnant les références utiles à sa vérifiabilité et en les liant à la section « Notes et références ».
Le grand-duc Alexandre Alexandrovitch de Russie (en russe : Великий Князь Александр Александрович Романов) est né le 7 juin 1869 à Tsarskoïe Selo et mort le 2 mai 1870 à Saint-Pétersbourg.

## Famille
Second fils d'Alexandre III de Russie et de Dagmar de Danemark, il naît le 7 juin 1869 au palais Alexandre à Tsarskoïe Selo comme l'atteste le journal intime de son père conservé aux Archives d'État de la Fédération russe.

## Destin de la descendance d'Alexandre III de Russie
« L'Ange mort Alexandre » fut la première perte parmi les proches de Maria Fiodorovna (elle perdit non seulement cet enfant mais également ses trois autres fils). Avec ce décès débuta une série d’événements tragiques dans la descendance du tsar Alexandre III de Russie. Ces décès empêchèrent la continuation de la dynastie en descendance directe d'Alexandre III de Russie (la grave maladie et le décès du grand-duc Georges Alexandrovitch de Russie atteint de tuberculose, la naissance de l'unique fils de Nicolas II de Russie atteint d'hémophilie, l'assassinat du tsar Nicolas II de Russie et de sa famille et l'assassinat du dernier fils d'Alexandre III de Russie, le grand-duc Michel Alexandrovitch de Russie).

## Mort et inhumation
Le grand-duc Alexandre Alexandrovitch de Russie meurt des suites d'une méningite un mois avant son 1er anniversaire, c'est la raison pour laquelle il existe peu d'informations à son sujet. Il est inhumé en la cathédrale Pierre et Paul à Saint-Pétersbourg.